# Madagaskar-Weißschwanzratten
Die Madagaskar-Weißschwanzratten (Brachytarsomys) sind eine Nagetiergattung aus der Gruppe der Madagaskar-Ratten (Nesomyinae). Die Gattung teilt sich in zwei rezente Arten, Brachytarsomys albicauda und Brachytarsomys villosa, die in den Wäldern im Osten der Insel Madagaskar leben, sowie eine ausgestorbene Art, Brachytarsomys mahajambaensis.
Vom Körperbau ähneln diese Tiere den Inselratten (Nesomys), unterscheiden sich aber durch die kürzeren Hinterbeine. Ihr Fell ist an der Oberseite graubraun gefärbt, die Flanken sind rötlich und der Bauch weiß. Namensgebendes Merkmal ist der spärlich behaarte Schwanz, dessen hintere Hälfte weiß gefärbt ist. Diese Tiere erreichen eine Kopfrumpflänge von rund 20 bis 25 Zentimetern, der Schwanz wird ebenso lang wie der Körper.
Über die Lebensweise der Madagaskar-Weißschwanzratten ist wenig bekannt. Sie sind vorrangig Baumbewohner, leben in Baumhöhlen und ernähren sich in erster Linie von Früchten.